# Ignacio Alabart
Ignacio Alabart González (La Coruña, Galicia,  9 de abril de 1996) es un jugador español de hockey patines, internacional absoluto con la Selección nacional, que ocupa la demarcación de centrocampista.

## Biografía
Hijo del exjugador reusense Kiko Alabart, Ignacio nació en La Coruña y se formó en el Compañía de María a partir de los 5 años. En 2012 llegó a la Masía para militar en las categorías inferiores del club. Su debut con el primer equipo llegó el 5 de mayo de 2013, con 17 años, en un Barça-Blanes de OK Liga. Y su estreno en la Liga Europea producirse el 7 de febrero de 2015, contra el Dinan Quevert. En el año 2015 fue cedido al  CP Voltregà , donde coge experiencia durante dos años. En el año 2017 vuelve a la primera plantilla del FC Barcelona.

## Palmarés selección
- Campeonatos del Mundo "A"  (2017, 2024)
- Campeonatos de Europa (2018)